# 棘头棘胎鳚
棘頭棘胎鳚（學名：Acanthemblemaria spinosa），為輻鰭魚綱鳚形目煙管鳚科棘胎鳚屬的一種，分布於中西大西洋巴哈馬、美國佛羅里達州至古拉索海域，深度1至12公尺，本魚體延長、頭短鈍，吻部和背部有短而尖的向前的刺，幾乎延伸到背鰭，眼窩下緣具刺，後緣有鋸齒，鼻孔及眼上方有觸鬚，口腔頂部側面有兩排發育良好的牙齒，頭前部呈綠褐色，後部呈深褐色，有白色小斑點，虹膜黃色，眼睛後面有一個褐色的斑點，雄魚幾乎均勻呈深色，吻部和前額為白色，沿背鰭、臀鰭基部和中部有8-12個小棕色斑點，背鰭硬棘20-22枚、背鰭軟條13-16枚、臀鰭硬棘2枚、臀鰭軟條21-25枚，體長可達3.1公分，棲息在被白色沙子包圍的小塊礁石，通常躲在蠕蟲空巢穴，以浮游動物為食，雌魚產附著性卵，由雄魚守護魚卵，生活習性不明。